# Qaroline Elisabeth Nähl
Qaroline Elisabeth Nähl, född 1988, är en svensk fotbollsspelare tillhörande The Pioneers, New York, USA. Fostrad i moderklubben IFK Kumla fram till rekrytering av KIF Örebro, Damallsvenskan, via Pia Sundhage, 2005. 2007 rekryterades Qaroline Nähl till Hofstra Pride, New York, USA och flyttade samma år dit för att avverka en säsong i Colonial Athletic Conference. Hofstra Pride avancerade till andra omgången i NCAA Championships och avslutade säsongen med ett 18-4-0 resultat. Under 2008 - 2011 var Nähl en framgångsrik och etablerad forward för C.W Post Pioneers, och startade samtliga matcher med undantag för skada. Tidigare har Nähl mottagit utmärkelser för sin talang under Degerfors Talangläger Mellansverige 2007.

## Tidigare Klubbar
- IFK Kumla
- KIF Örebro
- Norrstrands IF
- Hofstra Pride